# Inquisitor radula
Inquisitor radula é uma espécie de gastrópode do gênero Inquisitor, pertencente a família Pseudomelatomidae.